# Alfredo De Marsico
Alfredo De Marsico (Sala Consilina, 29 maggio 1888 – Napoli, 8 agosto 1985) è stato un avvocato, giurista e politico italiano, fu ministro della giustizia nel governo Mussolini.

## Biografia
Nato nel 1888 a Sala Consilina, nella provincia di Salerno, frequentò le elementari e le medie a Rossano dove, nei registri di classe del regio ginnasio, si legge: de Marsico Alfredo in italiano scritto 7; a voce 10 (all'epoca non era in uso il termine orale).
Laureatosi in giurisprudenza nel 1909 all'Università di Napoli, esordì il 5 dicembre dello stesso anno in sostituzione dell'avvocato Domenico Sandulli avanti la Corte di Assise di Avellino, in un processo a carico di un imputato di duplice omicidio. Il 19 luglio 1911 fu iniziato in Massoneria nella Loggia Giuseppe Mazzini di Sala Consilina con l'avv. Alfonso Ridola di Napoli e Porzio. Divenne procuratore dal 1911 al 1917, anno in cui fu iscritto nell'Albo degli avvocati. 
Libero docente in Diritto e Procedura Penale già nel maggio del 1915 nell'università di Roma, vinse la cattedra nella stessa disciplina all'Università di Camerino nel 1922, poi a Cagliari, Bari (1926) e Bologna (1931). Nel 1935 divenne professore ordinario a Napoli e infine alla Sapienza di Roma (1938).

### Nel fascismo
Eletto deputato alla Camera per la prima volta nel 1924 tra le file del Listone Mussolini, varò una legge sulla riforma del codice penale e collaborò alla stesura del Codice Rocco. Fu rieletto alla Camera nel 1929 e confermato nel 1934. Nel 1939 divenne consigliere nazionale della Camera dei Fasci e delle Corporazioni. 
Dal 1925 al 1942 fece parte della commissione parlamentare per la riforma dei codici, mentre il 6 febbraio 1943 entrò nel governo Mussolini in qualità di Ministro di Grazia e Giustizia, subentrando in tale carica a Dino Grandi.
Membro del Gran Consiglio del Fascismo, il 25 luglio del 1943 votò in favore della mozione Grandi che determinò l'arresto di Benito Mussolini. Condannato a morte in contumacia nel processo di Verona del 1944, durante gli ultimi mesi di guerra risiedette a Salerno, ormai liberata dalle truppe anglo-statunitensi.

### Nella Repubblica
Per la sua adesione al fascismo, terminata la seconda guerra mondiale, fu privato della cattedra universitaria per sette anni e allontanato dall'attività forense per quattro. 
Nel 1953 fu eletto, come indipendente, senatore tra le file del Partito Nazionale Monarchico, per passare nel novembre 1954 nel Partito Monarchico Popolare di Achille Lauro, ove rimase fino al 1958, quando non fu rieletto. 
Abbandonerà la cattedra universitaria nel 1960 e venne nominato nel 1964 professore emerito dell'Università La Sapienza di Roma. Numerose furono le onorificenze ricevute dal De Marsico in quel periodo: gli fu conferita, ad esempio, la cittadinanza onoraria di Avellino, divenne cavaliere di Gran Croce dell'Ordine dei Santi Maurizio e Lazzaro e gli fu consegnata una medaglia d'oro dall'Ordine degli avvocati di Lucerna.
Grande avvocato penalista, la sua rinomata attività forense, che coprì un arco di oltre mezzo secolo, si concluse con la partecipazione al collegio difensivo che, dinanzi alla Corte d'assise d'appello di Potenza, fu tra i legali di Domenico Zarrelli nel clamoroso processo sulla strage di via Caravaggio e, sebbene novantaduenne, nell'appello ad Angelo Izzo.
Dagli anni '70 collaborò con i quotidiani Roma, Il Giornale d'Italia e Il Tempo.
Fu inoltre otto volte presidente dell'Ordine degli avvocati di Napoli, di cui tenne la guida fino al 1980, nonché componente della commissione di riforma dei codici e relatore per il progetto del Codice Penale.
Dopo la morte avvenuta a Napoli a novantasette anni, nel 1985 fu posto in suo onore un busto in Castel Capuano e la cerimonia fu accompagnata dal discorso funebre del presidente dell'Ordine, l'avvocato Renato Orefice. Nel 1995, un decennio dopo la morte, un altro busto in bronzo fu collocato nella sala del Consiglio dell'Ordine degli avvocati di Napoli.

## Opere
- La rappresentanza nel diritto processuale penale, Milano, Società Editrice Libraria, 1915.
- Principi informatori del diritto penale internazionale. Discorso inaugurale dell'anno accademico 1928-29 nella R. Università di Bari, Bari, Laterza & Polo, 1929.
- Coscienza e volontà nella nozione del dolo, Napoli, A. Morano, 1930.
- Studi di diritto penale, Napoli, A. Morano, 1930.
- Il pensiero di Alessandro Stoppato negli attuali orientamenti del diritto penale, Padova, CEDAM, 1933.
- Il codice penale illustrato articolo per articolo (curato assieme ad altri), 3 voll., Milano, Società Editrice Libraria, 1934-1936.
- L'unità del diritto penale, Roma, Foro italiano, 1935.
- Orazio, in L'eloquenza, Anno XXV, Vol. 2, Fasc. 7-8-9, 1935.
- Diritto penale: parte generale, Napoli, E. Jovene, 1935.
- Lezioni di diritto processuale penale, Napoli, E. Jovene, 1936.
- Il dolo nei reati di falsità in atti, Napoli, E. Jovene, 1937.
- Le conseguenze del reato nel diritto penale sostantivo e processuale: lezioni universitarie (1937-38), Napoli, E. Jovene, 1938.
- Eventi ed artefici, Napoli, A. Morano, 1938.
- Delitti contro il patrimonio: lezioni universitarie 1939-40, raccolte da Elio Positano, Napoli, E. Jovene, 1940.
- Dogmatica e politica nella scienza del processo penale, Torino, Unione Tipografico-Editrice Torinese, 1941.
- Voci e volti di ieri, Bari, Laterza, 1948.
- Nuovi studi di diritto penale, Napoli, Edizioni Scientifiche Italiane, 1951.
- Penalisti italiani, Napoli, E. Jovene, 1960.
- Eventi ed artefici: seconda serie, Napoli, A. Morano, 1965.
- Sul peculato per distrazione con particolare riguardo al peculato bancario, 1968.
- La lotta contro il dolore e la legge penale, 1971.
- Arringhe, 5 voll., Napoli, E. Jovene, 1975-2000.
- Prefazioni, Fasano (BR), Schena Editore, 1978.
- Discorsi e scritti, Napoli, Consiglio dell'Ordine degli avvocati e dei procuratori, 1980.
- Biblioteche forensi e cultura, Napoli, F. Giannini, 1982.
- Le toghe d'Italia, 2 voll., Bari, Laterza, 1982.
- 25 luglio 1943, memorie per la storia, Bari, Laterza, 1983.
- Il sole tramonta sul tavolo di questa Corte d'assise: pagine da un diario epistolare, Fasano (BR), Schena Editore, 1989.
- Mio padre racconta, a cura di Maria Antonietta Stecchi De Bellis, Bari, G. Laterza, 1996.
- Discorsi sull'unità d'Italia, Fasano (BR), Schena Editore, 1997.